# Antharmostes sufflata
Antharmostes sufflata là một loài bướm đêm trong họ Geometridae.